# Merremia
Merremia is een geslacht uit de windefamilie (Convolvulaceae). De soorten komen voor in de (sub)tropische delen van Amerika, Afrika, Azië en Australië. In Azië komen er ook soorten voor in gematigde streken.

## Soorten
- Merremia aniseiifolia (Ooststr.
- Merremia caloxantha (Diels) Staples & R.C.Fang
- Merremia calycina (Meisn.) Hallier f.
- Merremia calyculata Ooststr.
- Merremia candei (N.Terracc.) Sebsebe
- Merremia clemensiana Ooststr.
- Merremia cordata R.C.Fang
- Merremia crassinervia Ooststr.
- Merremia dichotoma Ooststr.
- Merremia discoidesperma (Donn.Sm.) O'Donell
- Merremia ellenbeckii Pilg.
- Merremia emarginata (Burm.f.) Hallier f.
- Merremia gallabatensis Hallier f.
- Merremia gemella (Burm.f.) Hallier f.
- Merremia gorinii Chiov.
- Merremia gracilis E.J.F.Campb. & Argent
- Merremia grandidentata (C.H.Thomps.) Staples & A.R.Simões
- Merremia gregorii Rendle
- Merremia hainanensis H.S.Kiu
- Merremia hederacea (Burm.f.) Hallier f.
- Merremia hemmingiana Verdc.
- Merremia hirta (L.) Merr.
- Merremia hornbyi Verdc.
- Merremia incisa (R.Br.) Hallier f.
- Merremia malvifolia Rendle
- Merremia martini (H.Lév.) Staples & A.R.Simões
- Merremia obtusa (Verdc.) Thulin
- Merremia palmata Hallier f.
- Merremia pavonii (Hallier f.) D.F.Austin & Staples
- Merremia platyphylla (Fernald) O'Donell
- Merremia poranoides (C.B.Clarke) Hallier f.
- Merremia porrecta Pilg.
- Merremia pterygocaulos (Choisy) Hallier f.
- Merremia rajasthanensis Bhandari
- Merremia retusa (Baker) Manitz
- Merremia sagittoides (Courchet & Gagnep.) Staples
- Merremia setisepala Verdc.
- Merremia sibirica (L.) Hallier f.
- Merremia spongiosa Rendle
- Merremia steenisii Ooststr.
- Merremia subsessilis (Courchet & Gagnep.) T.N.Nguyen
- Merremia thorelii (Gagnep.) Staples
- Merremia truncata Verdc.
- Merremia verecunda Rendle
- Merremia verruculosa S.Y.Liu
- Merremia warderensis Sebsebe
- Merremia wurdackii D.F.Austin & Staples
- Merremia xanthophylla Hallier f.
- Merremia yunnanensis (Courchet & Gagnep.) R.C.Fang